# Magda Culotta
Magda Culotta (Palermo, 21 gennaio 1985) è una politica italiana, sindaca di Pollina dal 2010 al 2020 e membro della Camera dei deputati dal 2013 al 2018.

## Biografia
Alle elezioni amministrative del 2010 viene eletta sindaca di Pollina nella lista Democrazia, progresso e libertà, a soli 25 anni, diventando in quel momento il sindaco più giovane in carica in Sicilia.
Il contrasto alla privatizzazione dell'acqua è la battaglia politica che l'ha portata a condurre un'azione, anche da sindaco, che nel 2015 ha ottenuto il risultato della ripubblicizzazione del servizio nel suo Comune. Si impegna inoltre nel contrasto all'emigrazione e allo spopolamento delle aree interne, che ha portato le Madonie (suo territorio di provenienza) a essere area prototipale per la SNAI (Strategia nazionale per le aree interne). Iniziativa che favorirà nuove misure di sviluppo e ripopolamento delle aree depresse al fine di garantire ai piccoli comuni non solo la sopravvivenza ma anche un nuovo sviluppo.
Membro dell'Area Dem in Sicilia e dei Giovani Turchi. I suoi riferimenti politici di area sono Antonello Cracolici e Maurizio Martina. Dal 2017 è entrata nella maggioranza che sostiene Matteo Renzi. È membro della Direzione nazionale e regionale del PD.
Nel dicembre 2012 si candida alle primarie per i candidati al Parlamento del PD nella provincia di Palermo, ottenendo con 3.036 preferenze il primo posto tra i candidati. La direzione nazionale del PD la candida alla seconda posizione della lista del Partito Democratico nella circoscrizione Sicilia 1, dietro al Segretario Nazionale del PD e capo della coalizione Pier Luigi Bersani.
Alle elezioni politiche del 2013 viene eletta alla Camera dei deputati nella lista del Partito Democratico nella Circoscrizione Sicilia 1. Rimane in carica a Montecitorio fino al 2018.
In occasione delle elezioni amministrative del 2015 Magda Culotta viene riconfermata Sindaco di Pollina, carica che mantiene fino al 2020.

## Vita privata
È figlia di Antonio, operaio e Adele, assistente scolastico. Ha due fratelli, Giovanni ed Enrico. Sposata con Michele Vinci, ha una figlia nata nel 2015, Lara.